# 野口保市郎
野口 保市郎（のぐち やすいちろう、1883年3月21日 - 1952年8月5日）は、日本の地理学者。

## 来歴
茨城県出身。1912年に東京帝国大学西洋史学科を卒業した。
郁文館中学校・開成中学校・成蹊中学校教諭、浦和高等学校講師などを経て、1921年より法政大学で教授を務めた。また、中央大学教授も務めている。
1949年に「常陸風土記の歴史地理学的研究」で東北大学より文学博士号を取得した。

## 著書
単著
- 『商業地理学概論』早稲田泰文社、1924年
- 『経済地理学概論』泰文社、1929年
- 『人文地理学概論』森山書店、1933年
- 『風土と生活』太陽出版社、1944年
- 『経済地理学総論』古今書院、1948年
- 『人文地理 1』（相島敏夫編）法政大学通信教育部、1950年12月
- 『社会科教育法 人文地理の理論と学習の実際』（相島敏夫編）法政大学通信教育部、1950年12月
- 『常陸風土記の歴史地理学的研究』古今書院、1951年

共著
- 『大東亜共栄圏の民族』（前原光雄・小林元との共著）六盟館〈民族叢書〉、1942年

## 関連文献
- 岡田俊裕『日本地理学人物事典 近代編 1』原書房、2011年12月 ISBN 978-4-562-04710-9